# Mjölig trattlav
Mjölig trattlav (Cladonia coniocraea) är en lavart som först beskrevs av Flörke, och fick sitt nu gällande namn av Kurt Sprengel. Mjölig trattlav ingår i släktet Cladonia och familjen Cladoniaceae.  Arten är reproducerande i Sverige. Inga underarter finns listade i Catalogue of Life.

## Bildgalleri

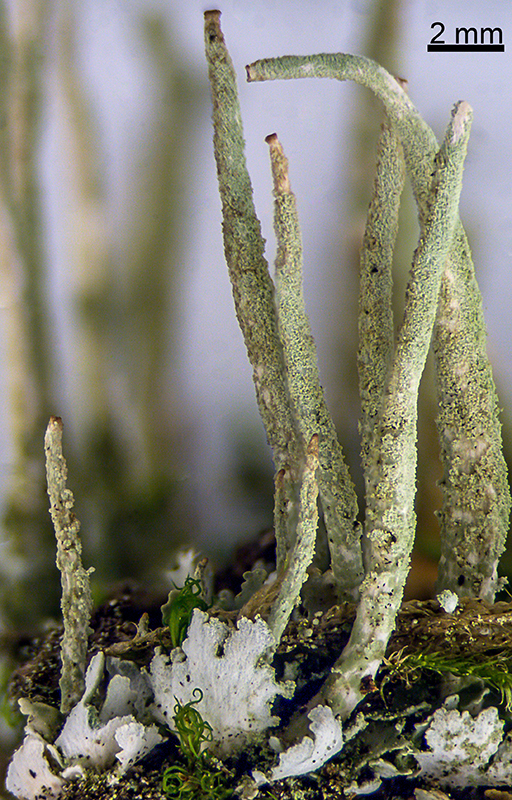
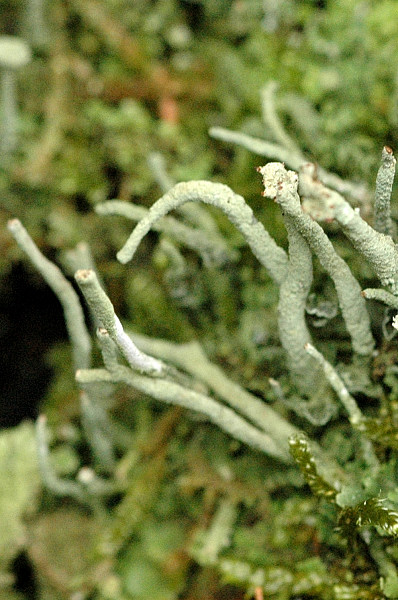
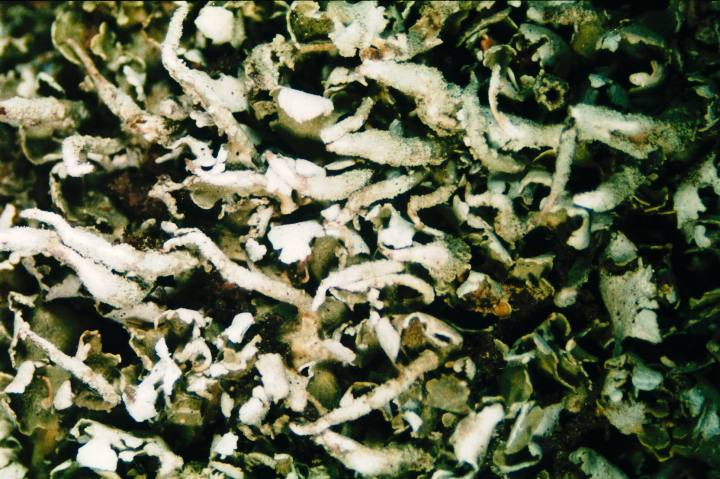
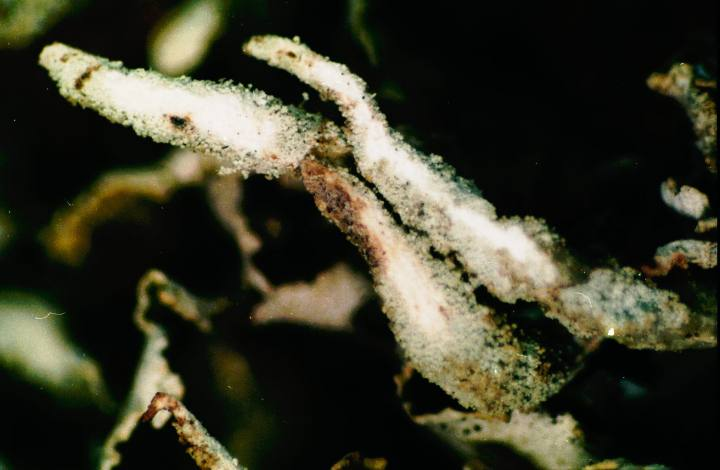
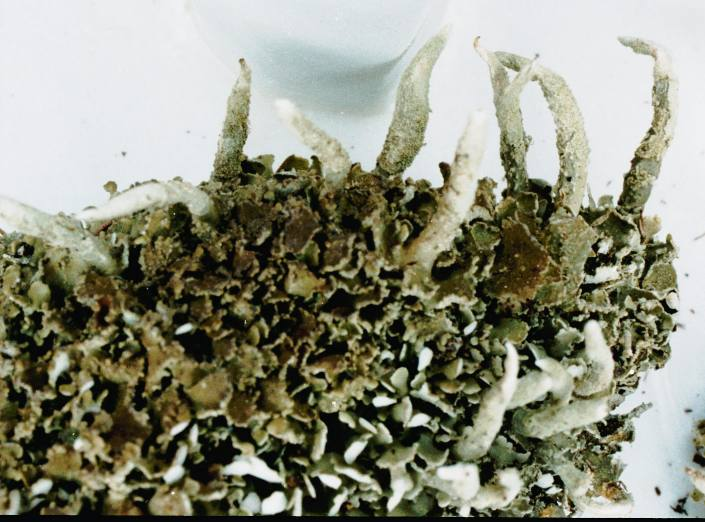
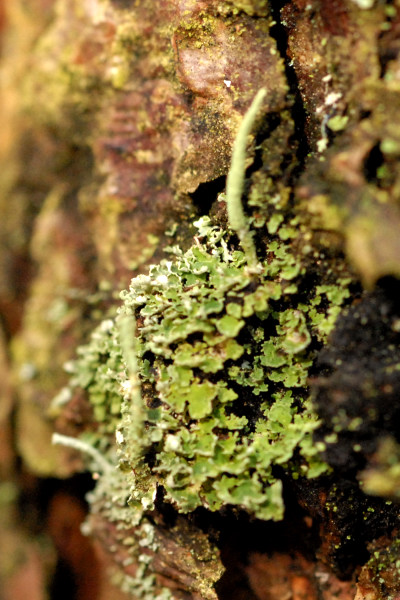
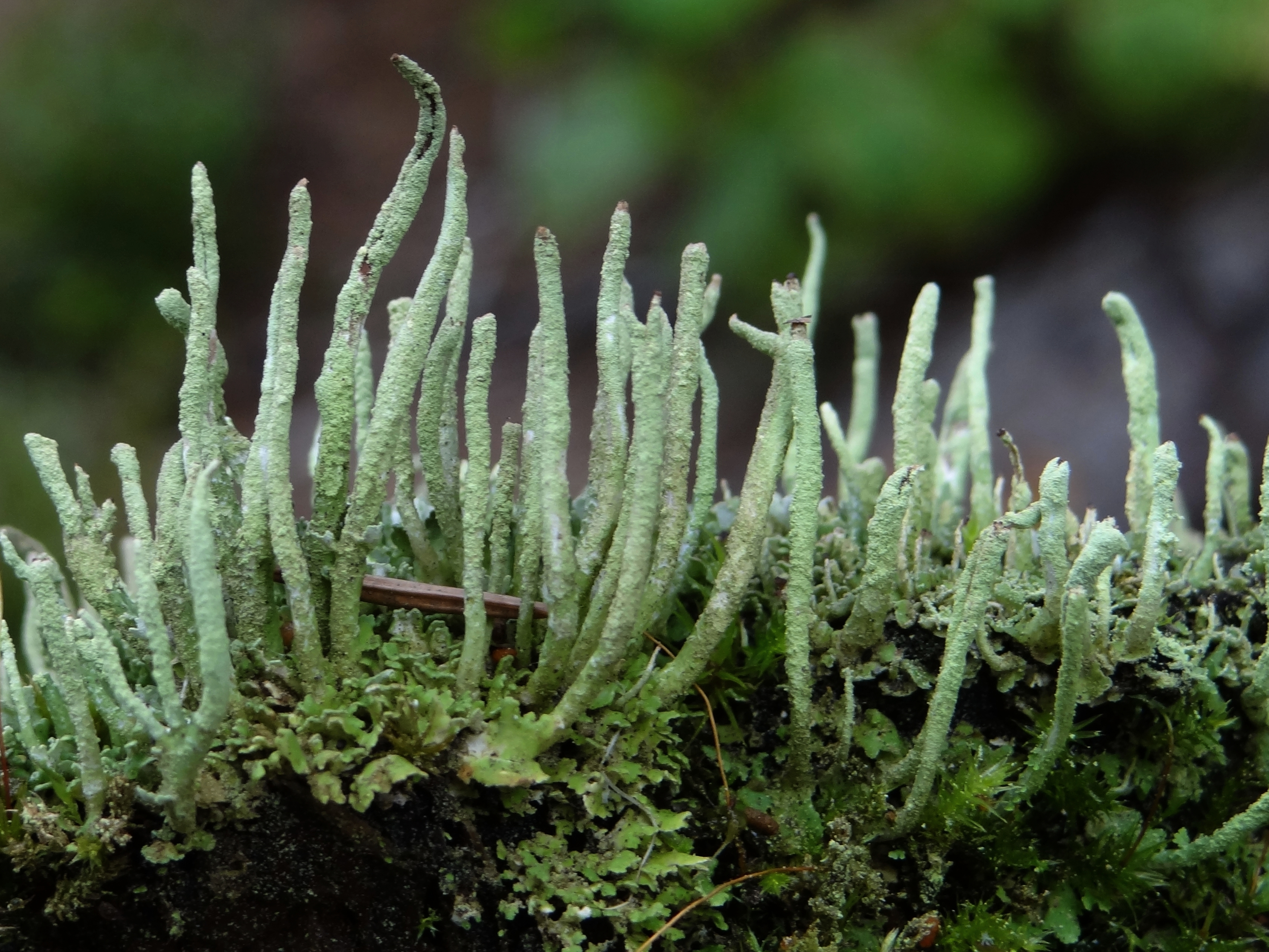
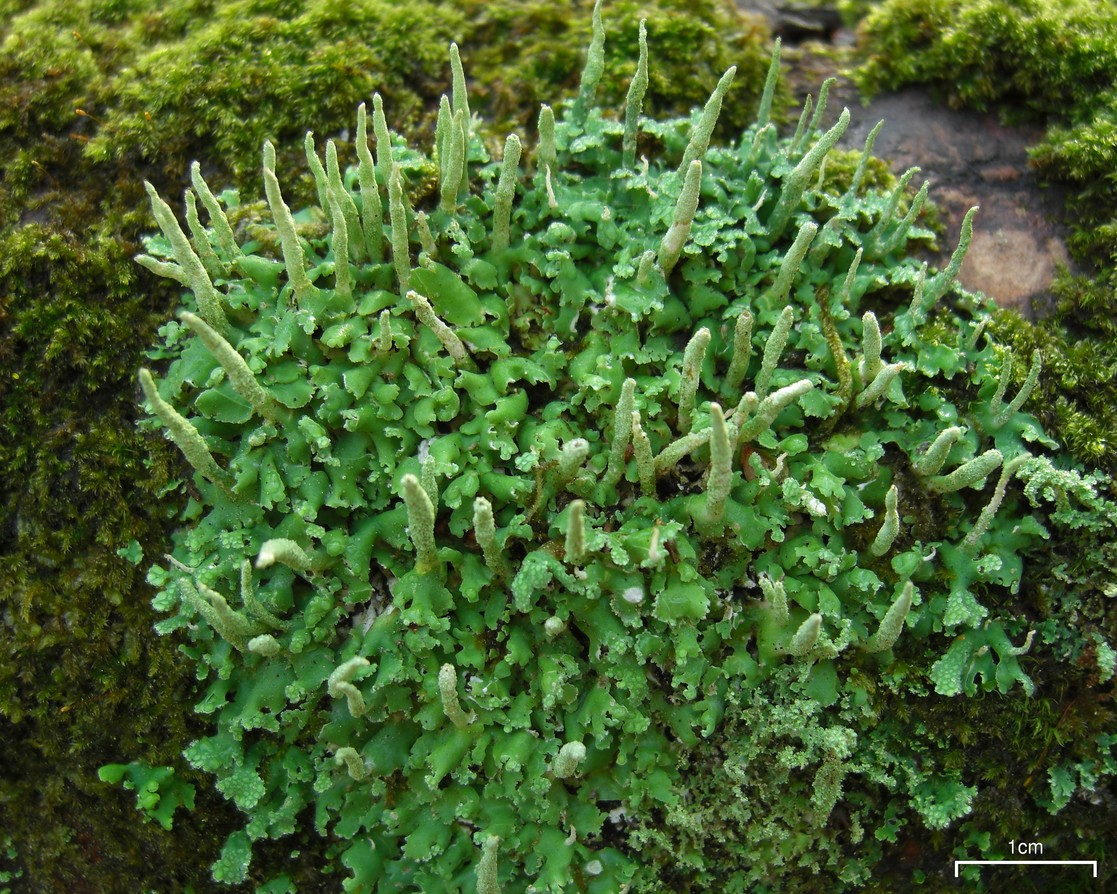
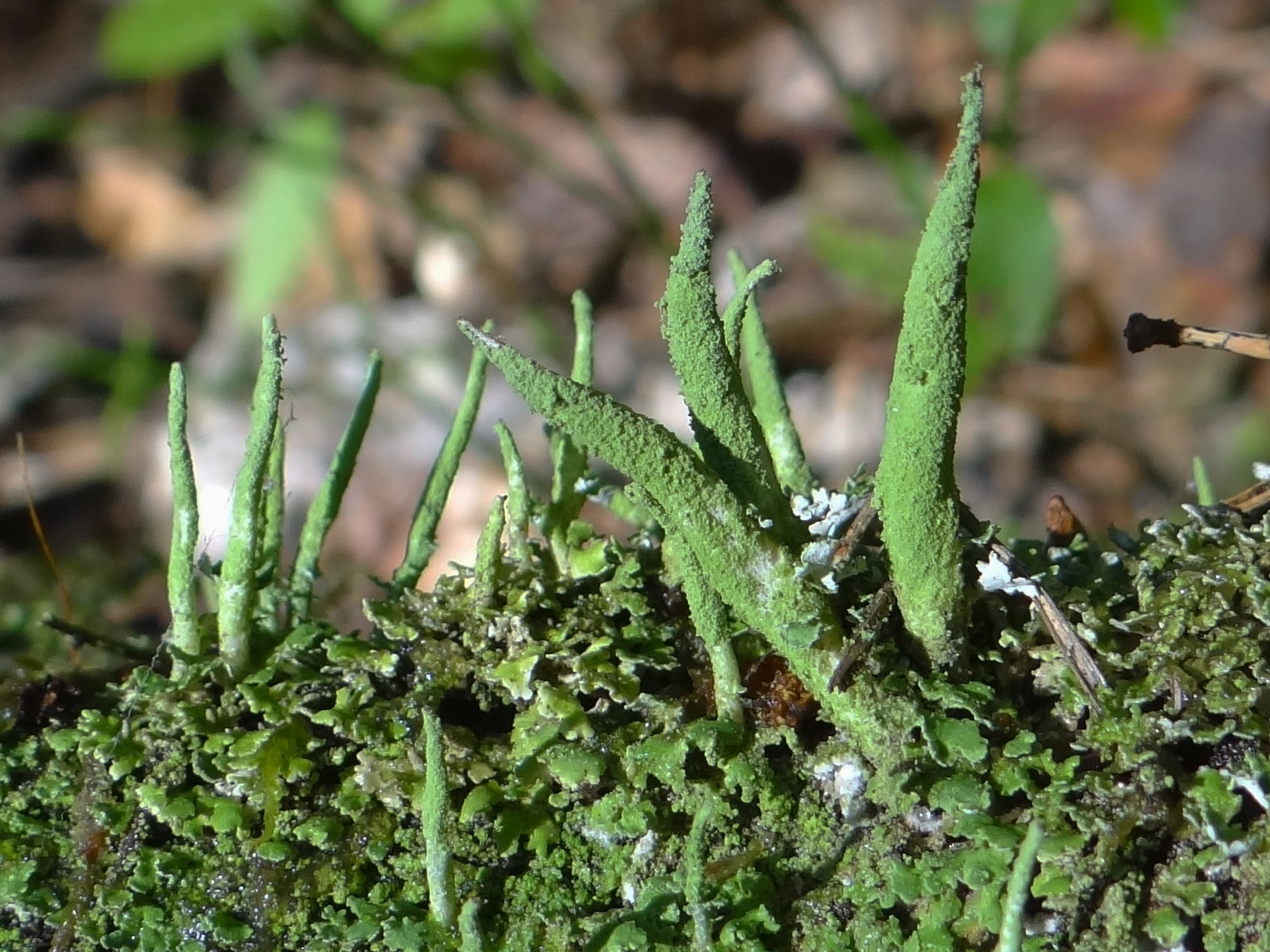
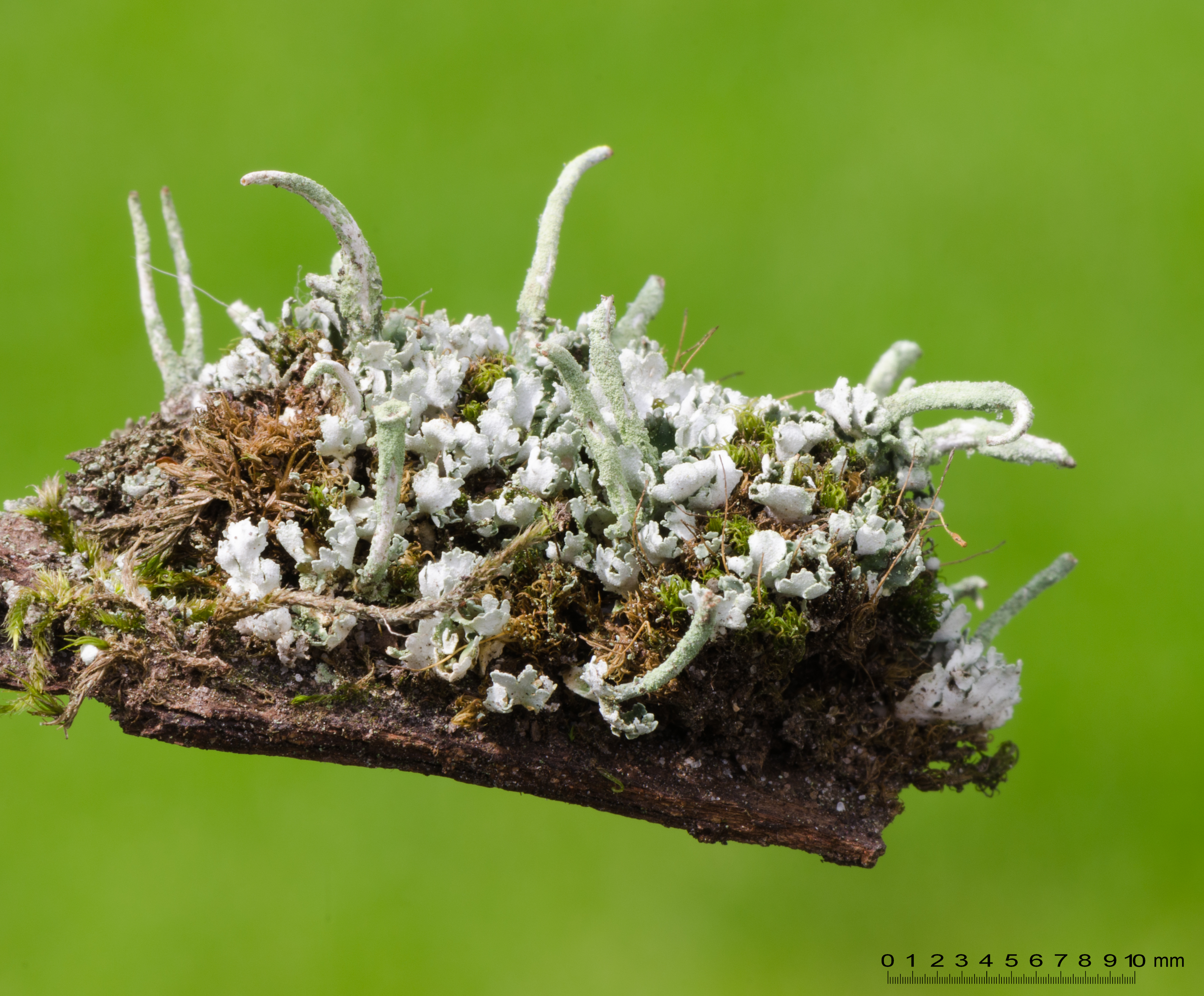